# Orthogonius dongnanya
Orthogonius dongnanya – gatunek chrząszcza z rodziny biegaczowatych i podrodziny Orthogoniinae.

## Taksonomia
Gatunek ten opisali w 2006 roku Ming-yi Tian oraz Thierry Deuve.

## Opis
Biegaczowaty ten osiąga od 13,5 do 14 mm długości ciała. Głowa bez punktowania. Rzędy pokryw płytkie, a międzyrzędy słabo wypukłe i pozbawione punktacji. Nadustek z dwiema szczecinkami. Skleryt języczka o dwóch szczecinkach na wierzchołku. Bródka bez zęba środkowego.

## Występowanie
Gatunek ten występuje w Singapurze.